# Fanendo Adi
Fanendo Adi (født 10. oktober 1990 i Lagos) er en nigeriansk fodboldspiller, der spiller som angriber for den amerikanske MLS-klub FC Cincinnati. 
Han har tidligere spillet i FC København, der i sommeren 2013 offentliggjorde, at 22-årige Adi havde skrevet en fire-årig kontrakt med FC København. Adi spillede i FCK med nummer 12, men Adi opnåede begrænset spilletid for FCK i sæsonen 2013-14, hvor han alene opnåede i alt 13 kampe (9 i Superligaen, 3 i UEFA Champions League og 1 halvleg i en pokalkamp). Han var i lange perioder ude af truppen, hvorfor klubben den 13. maj 2014 offentliggjorde, at der var indgået lejeaftale med Portland Timbers gældende indtil 31. juli 2014. Den 23. juni 2014 blev det offentliggjort, at Adi skiftede permanent til Portland Timbers.
Han har tidligere spillet for bl.a AS Trenĉin, Metalurg Donetsk samt Dynamo Kyiv på en lejekontrakt.